# Права ЛГБТ на Арубе
Права лесбиянок, геев, бисексуалов и трансгендеров (ЛГБТ) на Арубе, которая является составной частью Королевства Нидерландов, за последние десятилетия претерпели значительные изменения. Однополые сексуальные отношения как мужчин, так и женщин разрешены на Арубе, но однополые браки не являются законными. Однополые пары с голландским гражданством должны ехать в Нидерланды или их специальные общины для заключения брака, и правовая защита брака не является безусловной. С 1 сентября 2021 года зарегистрированные партнёрства доступны как для разнополых, так и для однополых пар.

## Закон об однополых сексуальных отношений
Однополые сексуальные отношения на Арубе разрешены. Возраст согласия составляет 15 лет и является одинаковым как для гетеросексуальных, так и для гомосексуальных половых контактов.

## Признание однополых отношений
Являясь частью Королевства Нидерландов, Аруба должна признать действительными однополые браки, зарегистрированные в Нидерландах, а также на Бонайре, Синт-Эстатиусе и Сабе (также известные как Карибские Нидерланды). Первоначально правительство Арубы не признавало эти браки, но их оспорила лесбийская пара, которая сочеталась законным браком в Нидерландах, а затем переехала на остров. Дело дошло до Верховного суда Нидерландов, который 13 апреля 2007 года постановил, что государственные образования, входящие в состав Королевства, должны признавать все браки друг друга. Однополые пары не могут заключать законные браки на самом острове.
В апреле 2015 года представители всех четырех входящих в состав страны государств согласились с тем, что однополые пары должны иметь равные права на всей территории Королевства. В том же месяце законопроект о зарегистрированном партнерстве был представлен на рассмотрение Парламента Арубы.
22 августа 2016 года Дезире де Соуза-Круз, открытыая лесбиянка, член парламента, которая вышла замуж за своего однополого партнера в Нидерландах, внесла законопроект о легализации зарегистрированных партнерств. Однако голосование по законопроекту было отложено до 8 сентября 2016 года, поскольку некоторым членам парламента все еще требовалось время, чтобы определиться. 8 сентября 2016 года парламент Арубы проголосовал 11—5 за легализацию зарегистрированных партнерств. Закон вступил в силу 1 сентября 2021 года. Зарегистрированные партнерства открыты как для разнополых, так и для однополых пар.

## Защита от дискриминации
Уголовный кодекс Арубы (нидерл. Wetboek van Strafrecht; папьям. Kódigo Penal), принятый в 2012 году, запрещает несправедливую дискриминацию и подстрекательство к ненависти и насилию по различным признакам, включая «гетеросексуальную или гомосексуальную ориентацию». Статья 1:221 описывает дискриминацию как «любую форму дискриминации, исключения, ограничения или предпочтения, целью или результатом которой является воздействие или влияние на признание, использование или осуществление прав человека и основных свобод в политической, экономической, социальной или культурной областях или в других сферах общественной жизни». Статьи 2:61 и 2:62 предусматривают наказания от штрафов до лишения свободы сроком на один год.

## Условия жизни
Аруба часто упоминается как один из самых дружелюбных к ЛГБТ островов Карибского бассейна, с различными заведениями, отелями и ресторанами, обслуживающими ЛГБТ-клиентов или иным образом рекламируемыми как «дружелюбные к ЛГБТ». В столице Ораньестаде открылось несколько специальных гей-баров и клубов. По словам местной ЛГБТ-группы AFLA, «Аруба всегда была принята, пока это не бросалось им в глаза. Люди выходят, но незаметно. Никогда не было ничего официального». На Арубе существует множество ЛГБТ-ассоциаций, включая «Равенство Арубы» (папьям. Igualdad Aruba), «Равные права Арубы» и «Федерация альтернативного образа жизни Арубы» (AFLA).
Несмотря на это, некоторые однополые пары, живущие на Арубе, утверждают, что такая открытость - явление недавнее. Шарлин и Эстер Одубер-Ламер, чей судебный иск заставил Арубу и другие голландские острова в Карибском бассейне признать однополые браки, сообщили о частых преследованиях и брошенных в них камнях. Правительство Арубы особенно активно выступало против однополых браков во время судебного процесса, который проходил с 2004 по 2007 год. Римско-католическая церковь, являющаяся крупнейшей конфессией на острове, также способствовала тому, что общество в большей степени выступало против прав ЛГБТ и однополых браков, особенно по сравнению с Нидерландами. Тем не менее, в 2016 году парламент Аруба проголосовал за легализацию однополых гражданских союзов со многими из тех же прав, что и брак, впервые в истории Карибского бассейна.

## Краткий обзор
| Однополые сексуальные отношения легальны                        | Yes                                         |
| Равный возраст согласия                                         | Yes                                         |
| Антидискриминационные законы в сфере занятости                  | (c 2012)                                    |
| Антидискриминационные законы при предоставлении товаров и услуг | (c 2012)                                    |
| Однополые браки                                                 | / (Признается при выполнении в Нидерландах) |
| Однополые гражданские союзы                                     | (c 2021)                                    |
| Усыновление приемных детей однополыми парами                    | No                                          |
| Совместное усыновление однополыми парами                        | No                                          |
| Представителям ЛГБТ разрешено служить в армии                   | (Нидерланды отвечают за оборону)            |
| Право на изменение юридического пола                            | No                                          |
| Доступ к ЭКО для лесбиянок                                      |                                             |
| Коммерческое суррогатное материнство для однополых пар          | (Запрещено и для пар противоположного пола) |
| МСМ разрешено сдавать кровь                                     |                                             |